# HD100484
HD100484 — хімічно пекулярна зоря спектрального класу A4, що має видиму зоряну величину в смузі V приблизно  8,4.
Вона  розташована на відстані близько 698,4 світлових років від Сонця.